# Glycinurie
Die Glycinurie ist eine sehr seltene genetisch bedingte Stoffwechselerkrankung des Menschen, bei der es infolge eines Carrierdefektes zu einer erhöhten Ausscheidung der Aminosäure Glycin über den Urin kommt. Symptomatisch ist eine ausgeprägte Nephrolithiasis.
Die Erkrankung gehört neben dem Hartnup-Syndrom und der Cystinurie zu den  primären Störungen des Aminosäuretransportes.